# آرشامشات
آرشام شات (به ارمنی Արշամշատ، آرشام‌شات) شهری در استان سوفنه ارمنستان قدیم در نزدیکی رود فرات بود که توسط پادشاهی به نام آرشام یکم از دودمان اروندی در سده سوم پیش از میلاد بنیاد نهاده شد. آرشام‌شات (یا آرشام‌شاد) نامی از ریشه پارسی به معنای «شادی‌ برای آرشام» است.
این شهر در سده یکم پیش از میلاد نابود و رها شده است.